# コバン
座標: 北緯15度28分14秒 西経90度22分24秒 / 北緯15.47056度 西経90.37333度
コバン（Cobán）は、グアテマラのアルタ・ベラパス県の都市で、同県の県都。

## 概要

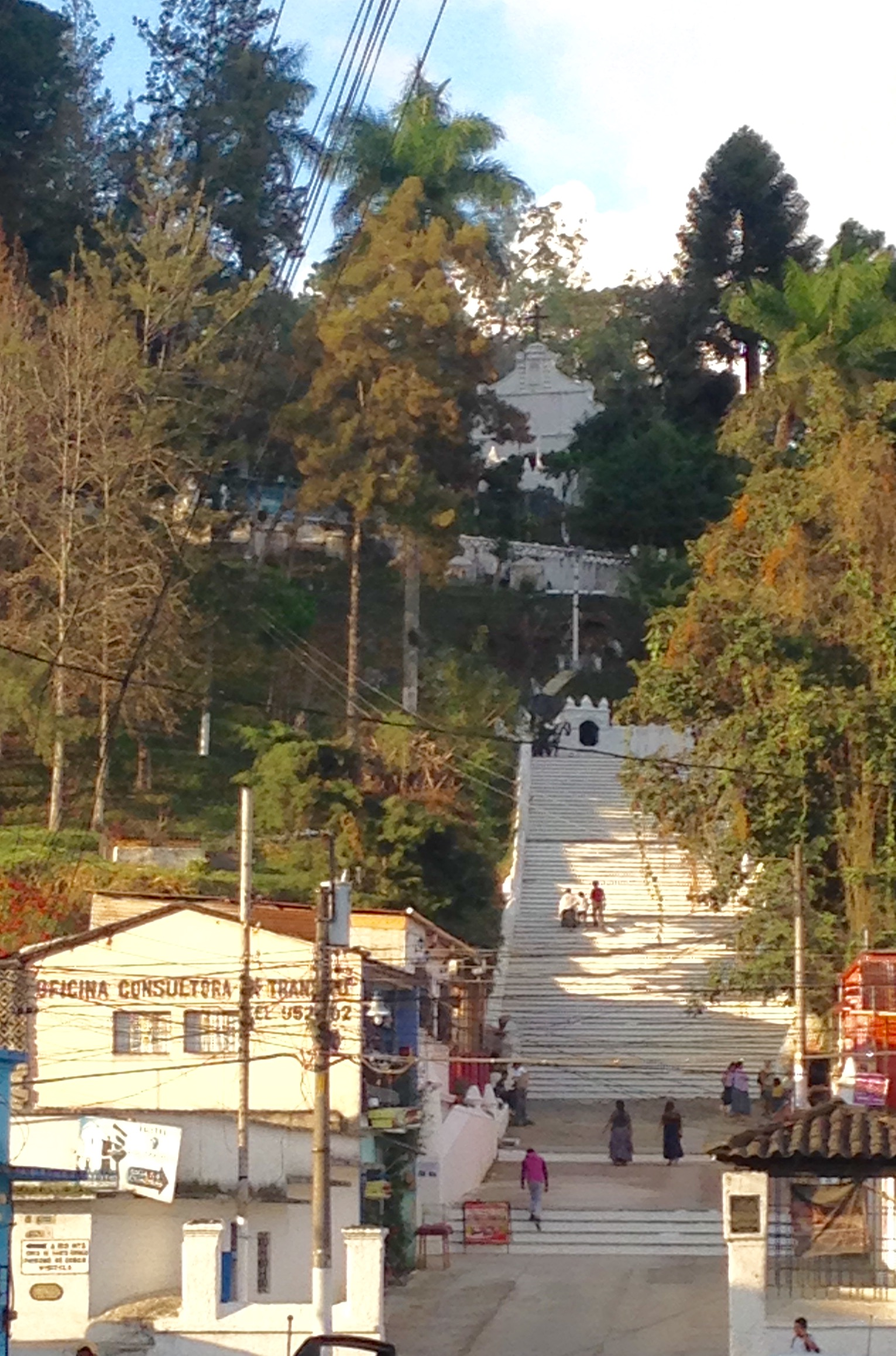
エル・カルバリオ教会への階段

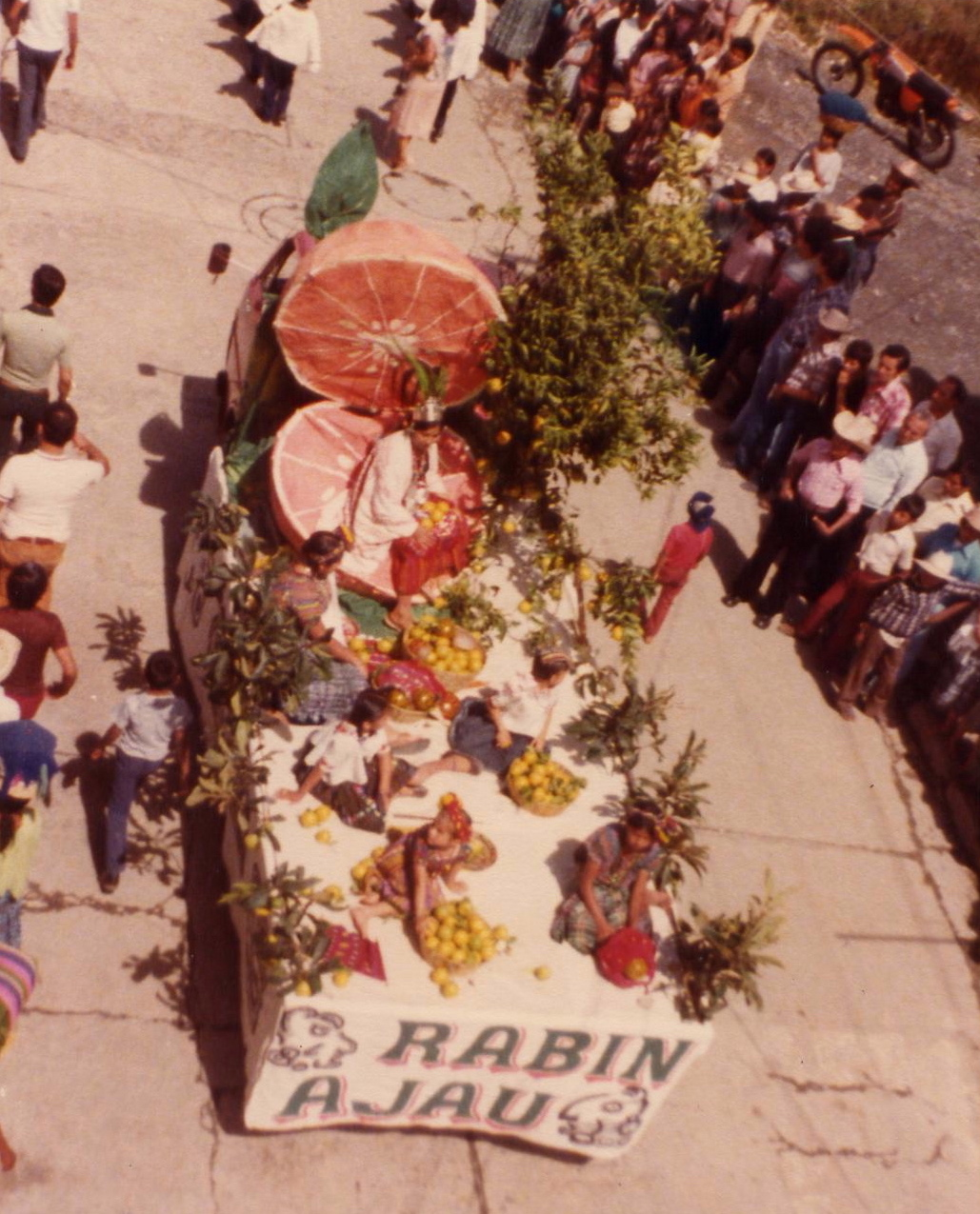
ラビン・アハウ（1980年）

コバンはアルタ・ベラパス県の県都であり、東隣のサン・ペドロ・カルチャと並んで同県最大の都市のひとつでもある。
盆地に位置し、カリブ海からイサバル湖を越えてくる湿った空気のため、コバン一帯は1年の大部分にわたって霧と小雨が多い。
コバンはグアテマラのコーヒー生産の中心地であり、またカルダモンやオールスパイスも生産される。
中央公園の隣に大聖堂がある。北西郊外の高い所にあるエル・カルバリオ教会は1810年に建設された建物で、階段に沿った祭壇にケクチ族が祭儀を行うことで知られる。教会からは盆地が一望できる。
7月末から8月頭にかけて、ラビン・アハウというマヤの「女王」を選ぶ祭りがある。他に12月には蘭の見本市がある。

## 歴史
16世紀はじめ、現在のアルタ・ベラパス県とバハ・ベラパス県にあたる地域はスペインによる植民地化に対して激しく抵抗したが、1537年、ドミニコ会のバルトロメ・デ・ラス・カサスらはこの地の人々をキリスト教に改宗することに成功し、カール5世はその土地をベラパス（vera paz、真の平和）と命名した。
コバンは16世紀にドミニコ会によって建設された町のひとつだった。カール5世の1538年の憲章により、古くは皇帝の都市(Ciudad Imperial)とも呼ばれた。ドミニコ会の創始者であるグスマンの聖ドミニコが町の守護聖人になった。
1561年から1603年までベラパス教区が置かれた1935年に再びベラパス教区が成立し、司教座がコバンに置かれた。
19世紀後半に自由主義的改革が行われると、土地は教会からコーヒー栽培のためのプランテーションに変わり、グアテマラは中央アメリカでエルサルバドルに次ぐ生産地になった。コーヒープランテーションは主にドイツ人が経営した。ドイツのフェロパスコ社はベラパス州を東西に横断する鉄道を建設し、また蒸気船を運行した。コーヒー・カカオ・木材は鉄道でポロチク川畔まで運ばれ、そこから水路でリビングストンの港まで輸送された。コーヒー生産の中心地であるコバンは、ハイデルベルクよりもドイツらしい町に変化した。
1930年代にグアテマラのホルヘ・ウビコ大統領はドイツやイタリアのファシズムに近い立場を取っていたが、第二次世界大戦では連合国側に立ち、アメリカ合衆国の圧力によってドイツ人を追放した。